# Mur-de-Barrez
Mur-de-Barrez (okzitanisch Lo Mur de Barrés) ist ein Ort und eine südfranzösische Gemeinde mit 685 Einwohnern (Stand 1. Januar 2022) im Norden des Départements Aveyron in der Region Okzitanien. Der Ort gehört zur historischen Provinz Rouergue.

## Lage
Der Ort Mur-de-Barrez liegt in einer Höhe von ca. 790 m ü. d. M.; das Flüsschen Bromme durchfließt das Gemeindegebiet. Rodez, die ehemalige Hauptstadt der Rouergue, befindet sich ca. 82 km (Fahrtstrecke) südlich; die Kleinstadt Aurillac liegt ca. 38 km nordwestlich.

## Bevölkerungsentwicklung
| Jahr      | 1800 | 1851 | 1901 | 1954 | 1999 | 2013 |
| Einwohner | 981  | 1567 | 1470 | 1298 | 880  | 791  |

Der Bevölkerungsanstieg in der ersten Hälfte des 19. Jahrhunderts ist auf die Eingemeindung der ehemals selbständigen Dörfer Bromme, La Salesse und Yolet zurückzuführen. Der Bevölkerungsrückgang im 20. Jahrhundert hängt hauptsächlich mit dem Verlust an Arbeitsplätzen infolge der Mechanisierung der Landwirtschaft zusammen.

## Wirtschaft
Der Ort Mur-de-Barrez diente lange Zeit den ausschließlich landwirtschaftlich orientierten und sich weitestgehend selbstversorgenden Weilern (hameaux) und Einzelgehöften in der Umgebung als Handwerks-, Handels- und Dienstleistungszentrum. Seit der Mitte des 20. Jahrhunderts spielt der Tourismus in Form der Vermietung von Ferienwohnungen (gîtes) eine nicht unbedeutende Rolle für das Wirtschaftsleben des Ortes.

## Geschichte
In der Nähe der aus dem 11. Jahrhundert stammenden Burg wurden die Grundmauern eines Gutshofes (mas) aus karolingischer Zeit freigelegt. Aus dem späten Mittelalter sind die Ortsnamen Castrum de Muro und Bastide de Muro überliefert. Unter den Vizegrafen von Carlat bildete das Barrez einen Teil des Carladez, ein Teil der Rouergue, der wiederum von 1276 bis 1344 Bestandteil des Königreichs Mallorca war. Im Hundertjährigen Krieg (1337–1453) wurden die Burg und der Ort zweimal von Freischärlern angegriffen. In den Jahren 1435/40 Zeit entstand die Stadtmauer (remparts), von der jedoch fast nichts mehr erhalten ist, denn im Jahr 1607 ordnete König Heinrich IV. deren Schleifung an, die jedoch erst im Jahr 1620 unter Ludwig XIII. ausgeführt wurde. Im Jahr 1643 gab der dieser das Carladez als Lehen an die in Monaco residierende Familie Grimaldi, die bis zur Französischen Revolution die Herrschaft innehatte.

## Sehenswürdigkeiten
Mur-de-Barrez

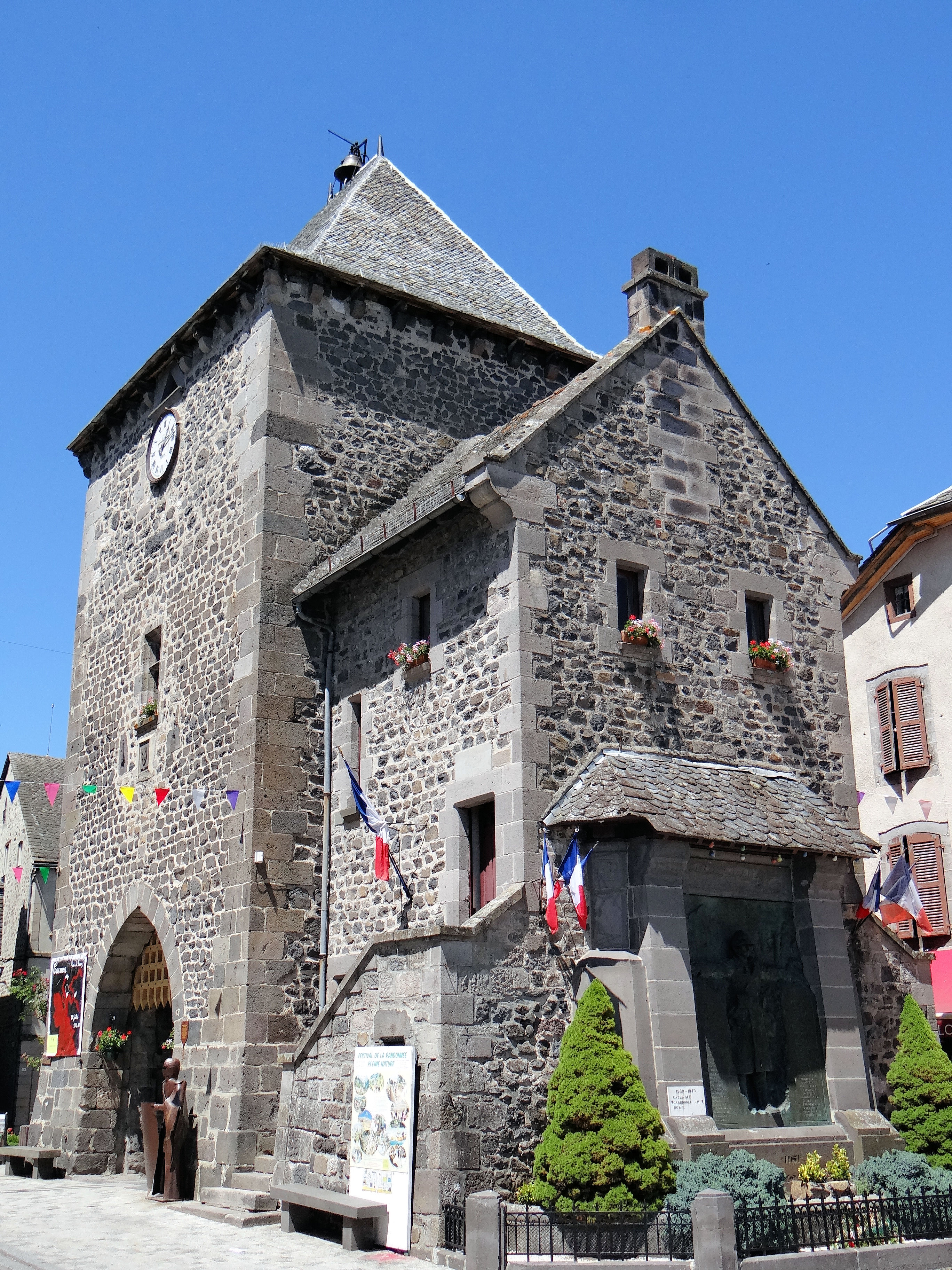
Tour de Monaco

- Die mittelalterlich wirkenden Straßen und Gassen von Mur-de-Barrez mit ihren Häusern aus Naturstein sind sehr reizvoll.
- Die Pfarrkirche Saint-Thomas-de-Cantorbéry war ursprünglich ein Bau des 12. Jahrhunderts; sie wurde jedoch im Jahr 1436 mit Rippengewölben versehen. Im Jahr 1546 erhob sie der Kardinal Georges d’Armagnac in den Rang einer Kollegiatkirche (collégiale), doch schon wenige Jahrzehnte später (1590) erlitt sie bei einem Überfall der Hugenotten erhebliche Schäden. Im Jahr 1635 fand eine Erweiterung des Chorbereichs statt und in der Barockzeit wurden Teile der Gewölbe bemalt. Die Kirche ist seit dem Jahr 1932 als Monument historique anerkannt.[1]
- Der auf quadratischem Grundriss und mit Ausnahme der wohlgefügten Ecksteine sowie des Torbogens aus Bruchsteinen erbaute Tour de Monaco ist der letzte Überrest der ehemaligen Stadtmauer. Über dem Tordurchgang befand sich einst eine Wachstube. Er ist seit dem Jahr 1913 als Monument historique eingestuft.[2]
- Ein auf Arkaden ruhendes Renaissancehaus aus dem Jahr 1575 mit mehreren Kreuzstockfenstern diente im 19. Jahrhundert als Polizeistation und von 1870 bis 2000 als Kloster einiger Franziskanerinnen. Es ist seit dem Jahr 1929 ebenfalls als Monument historique eingestuft.[3]
- Das Klarissinnenkloster (Monastère Sainte-Claire) entstand im Jahr 1651 und wird – mit Unterbrechungen während und nach der Französischen Revolution – immer noch von Ordensschwestern genutzt.

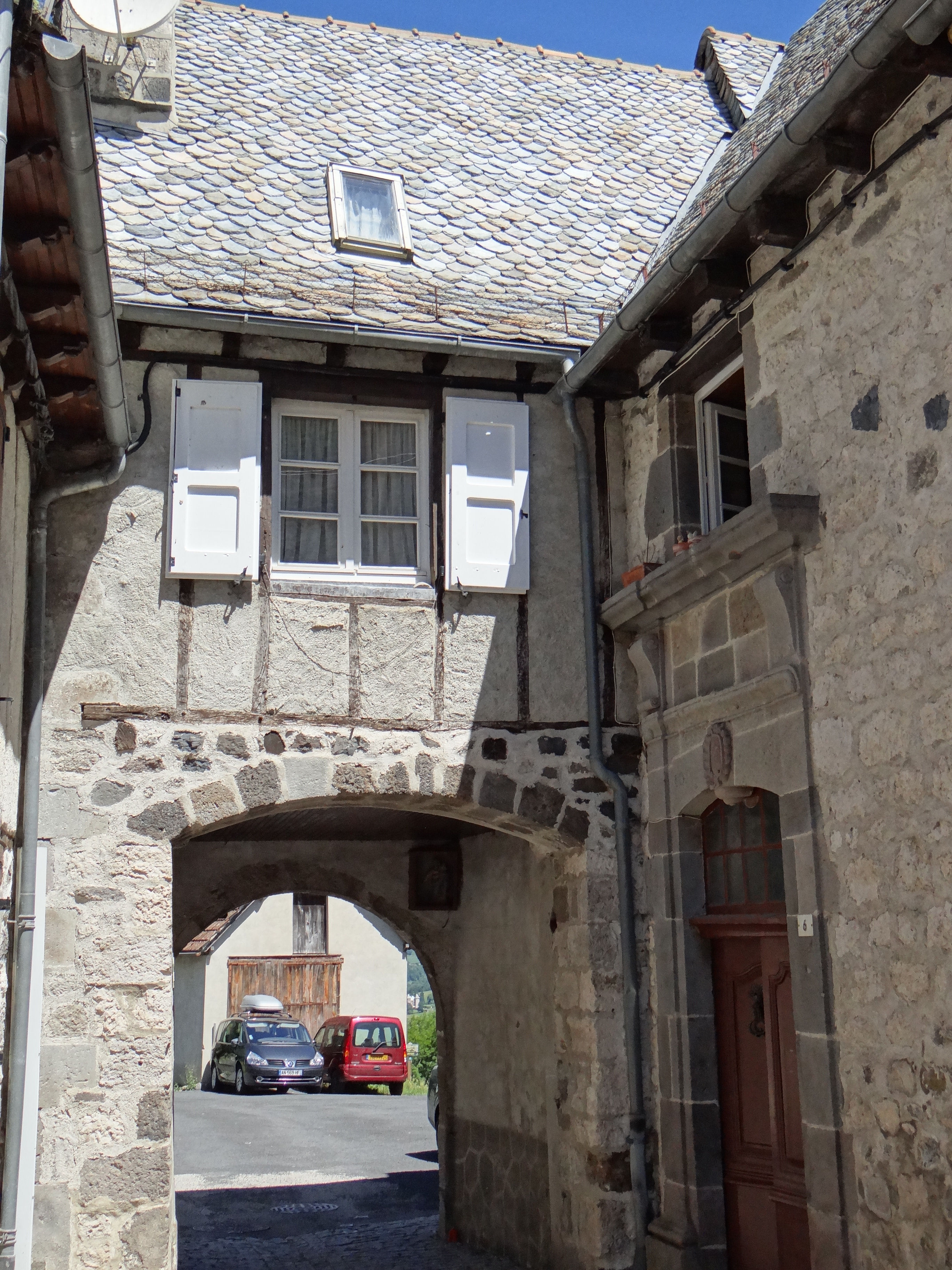
Porte de la Berque
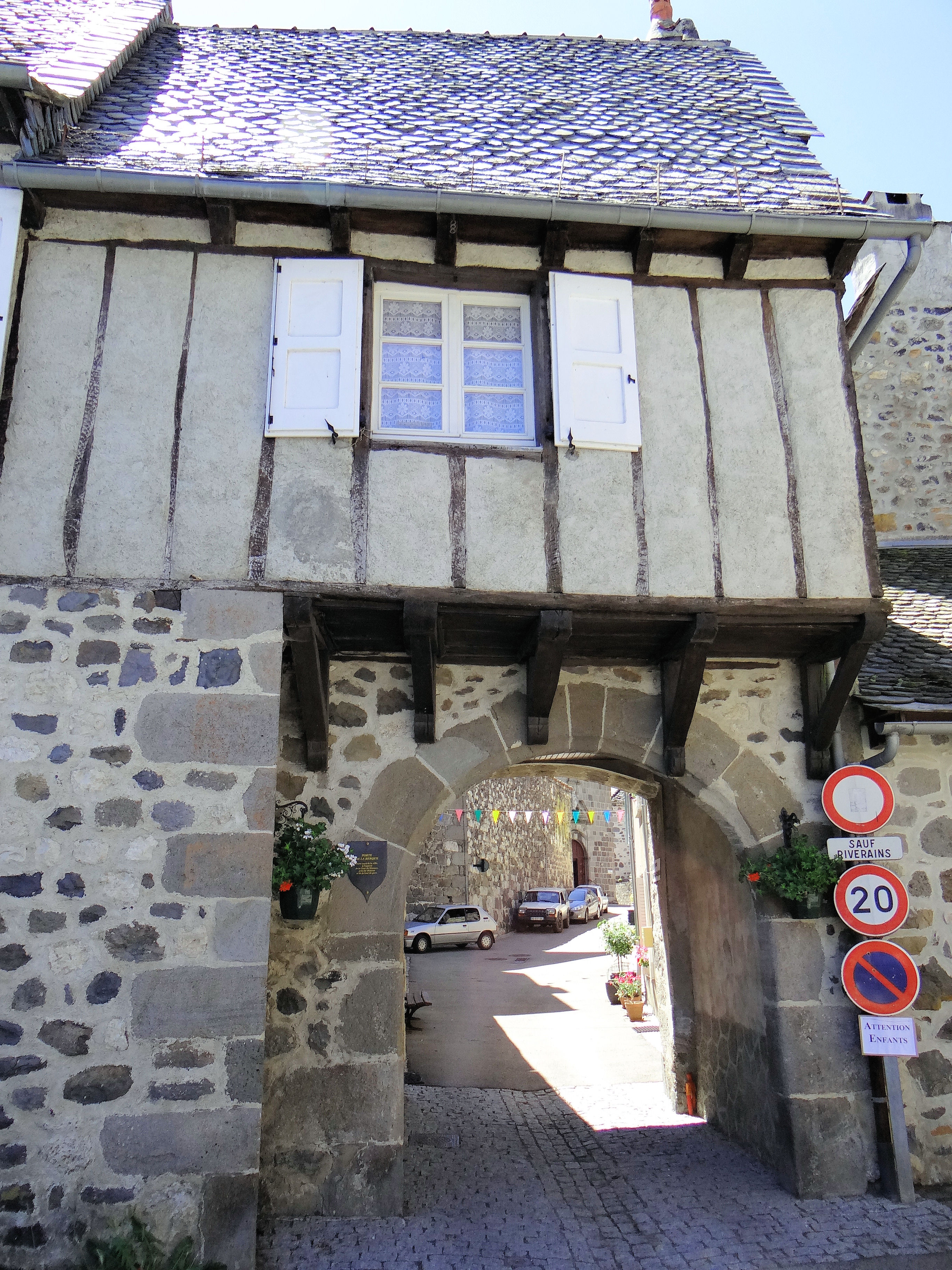
Porte de la Berque
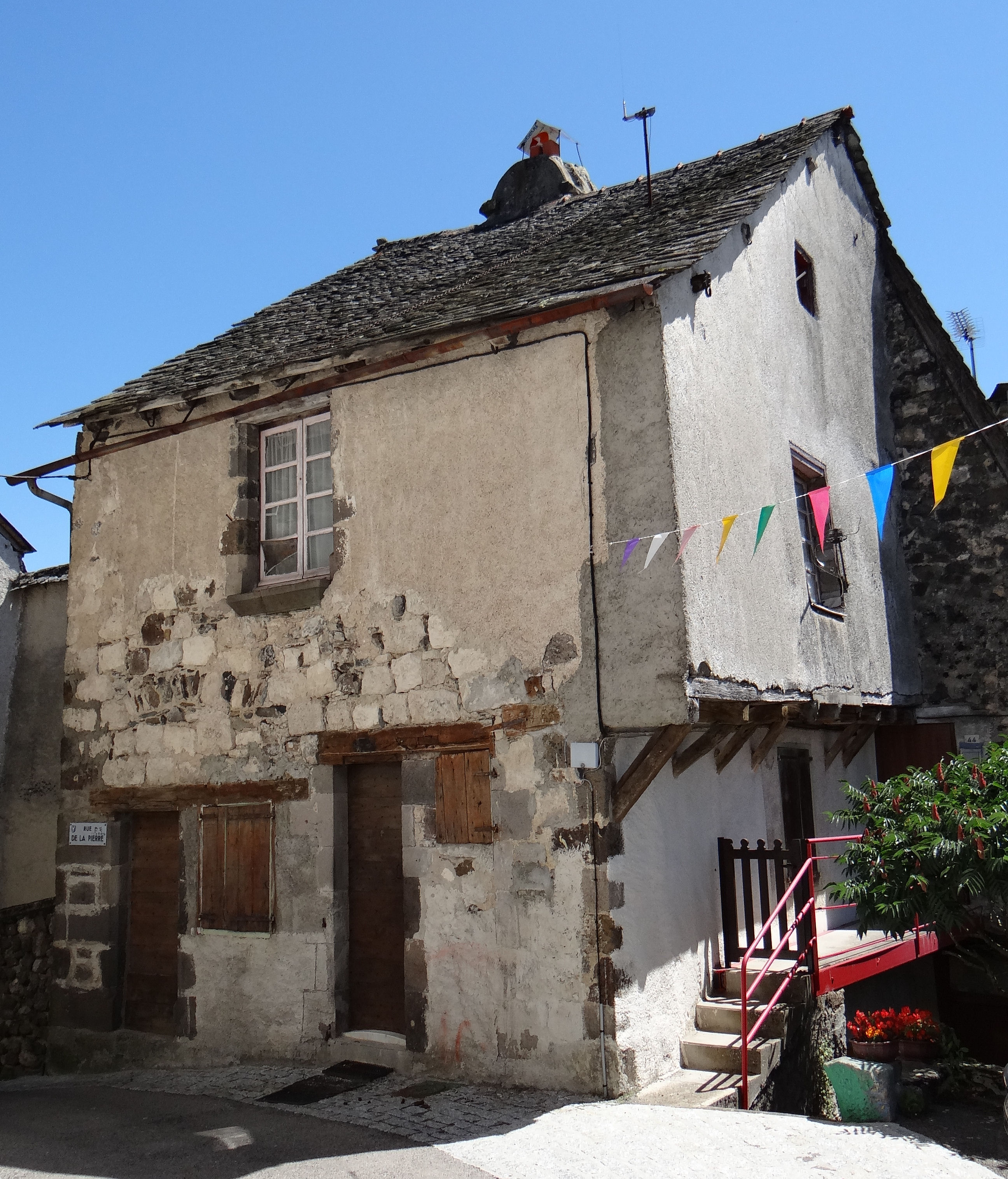
Maison
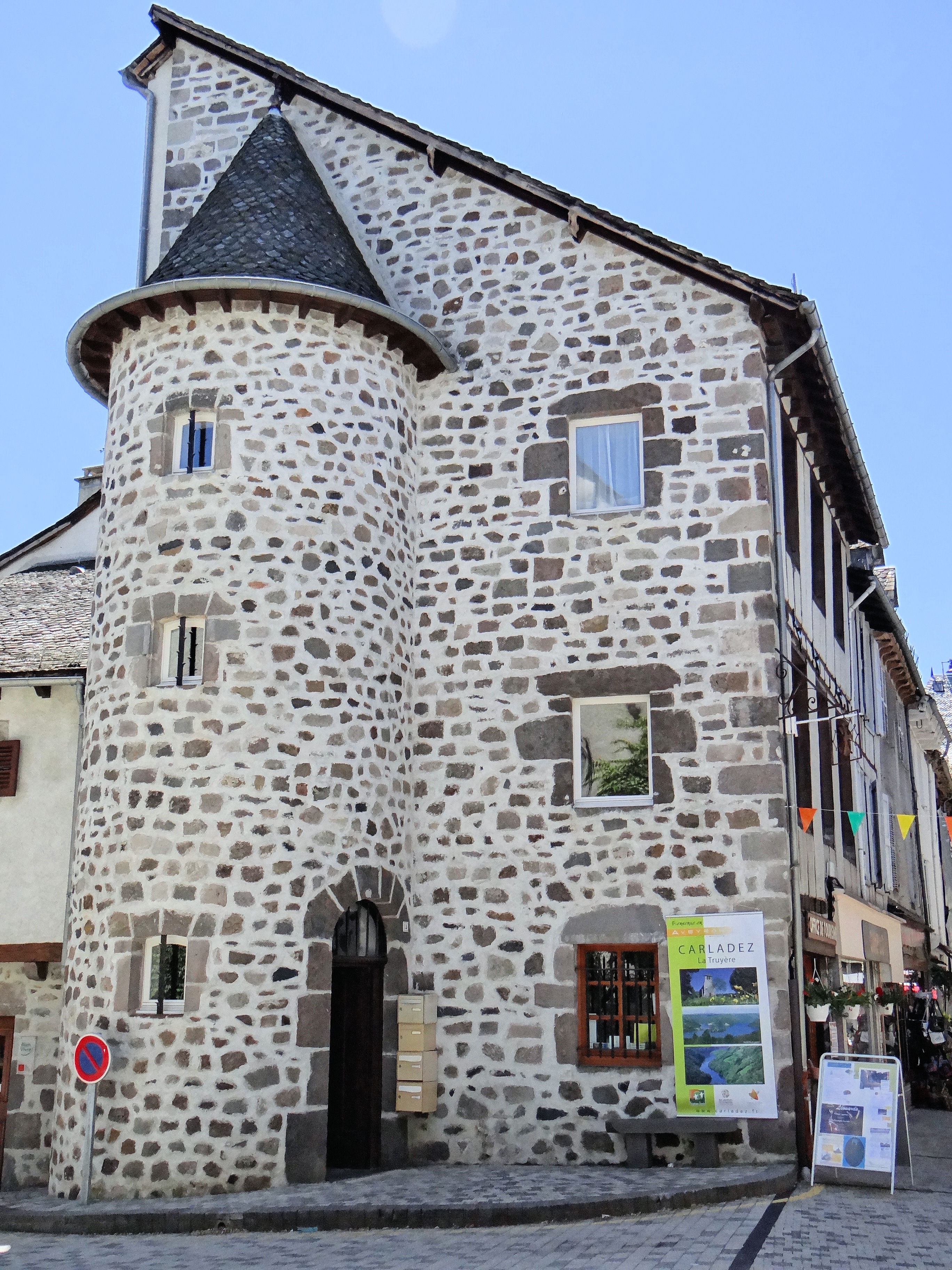
Maison
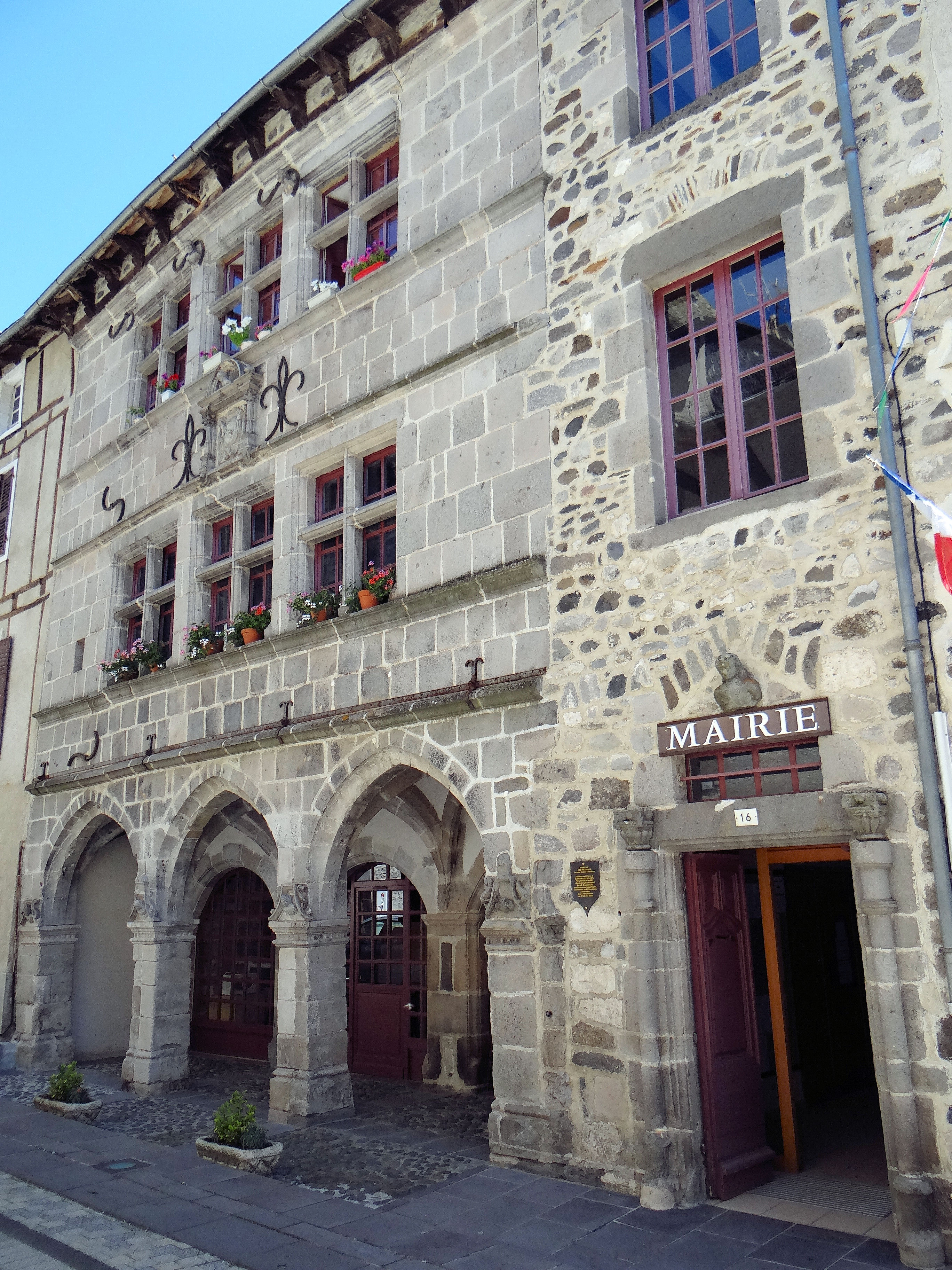
Maison Renaissance
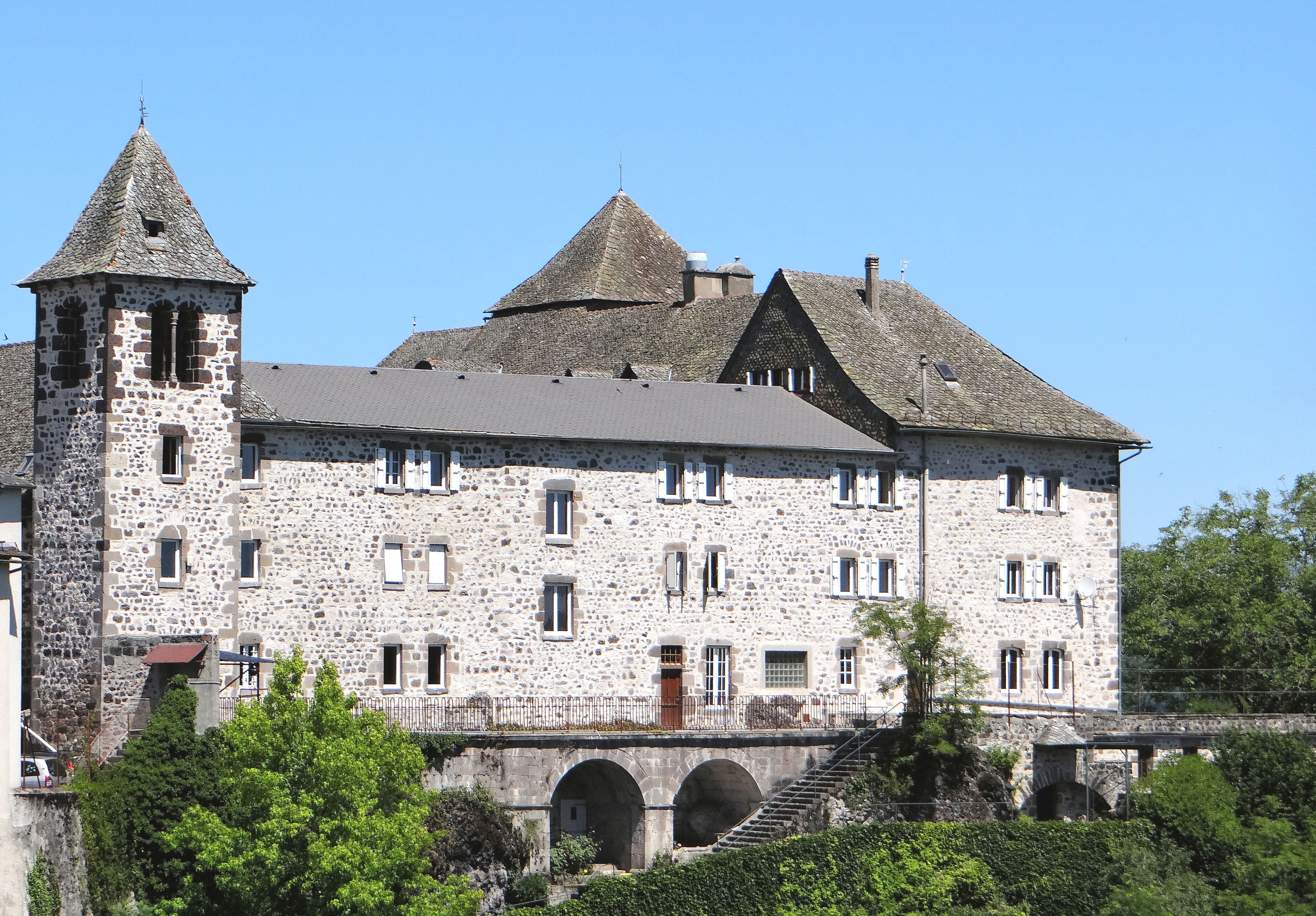
Monastère Sainte-Claire

Bromme
- Die romanische Kirche Saint-Martin (44° 53′ 2″ N, 2° 40′ 19″ O) ist im Innern tonnengewölbt; die Apsis hat die übliche Kalottenwölbung. Die Kirche ist seit dem Jahr 1930 als Monument historique anerkannt.[4]

Venzac
- Das Château de Venzac (44° 52′ 1″ N, 2° 39′ 51″ O) war wohl ursprünglich ein mittelalterlicher Gutshof (mas); der heutige Baukomplex stammt sehr wahrscheinlich aus dem 16./17. Jahrhundert. Neben dem Hauptgebäude ist auch die ehemalige Burgkapelle erhalten. Teile des Bauwerks sind seit dem Jahr 1989 als Monuments historiques anerkannt.[5] Der Garten des Landschlösschens ist seit dem Jahr 1995 gesondert als Monument historique eingestuft.[6]

## Persönlichkeiten
- Bernart de Venzac (um 1200), Troubadour, wurde möglicherweise auf der Burg Venzac geboren.